# Santo Antônio do Palma
Santo Antônio do Palma es un municipio brasileño del estado de Rio Grande do Sul.
Se encuentra ubicado a una latitud de 28º29'49" Sur y una longitud de 52º01'29" Oeste, estando a una altitud de 669 metros sobre el nivel del mar. Su población estimada para el año 2004 era de 2.177 habitantes.
Ocupa una superficie de 126,11 km².
- Datos: Q1784920
- Multimedia: Santo Antônio do Palma / Q1784920